# 63 (число)
Вижте пояснителната страница за други значения на 63.
63 (шестдесет и три) е естествено, цяло число, следващо 62 и предхождащо 64.
Шестдесет и три с арабски цифри се записва „63“, а с римски цифри – „LXIII“. Числото 63 е съставено от две цифри от позиционните бройни системи – 6 (шест) и 3 (три).

## Общи сведения
- 63 е нечетно число.
- 63 е атомният номер на елемента европий.
- 63-тият ден от годината е 4 март.
- 63 е година от Новата ера.